# Krzywołęcz
Krzywołęcz – wieś sołecka w Polsce położona w województwie świętokrzyskim, w powiecie staszowskim, w gminie Staszów. Leży na terenie Niecki Połanieckiej na wysokości ok. 190–235 m n.p.m.

| Nazwa wsi – miasta    | Nazwy części wsi – miasta      | Nazwy obiektów fizjograficznych – charakter obiektu |
| --------------------- | ------------------------------ | --- |
| I. Gromada Koniemłoty |                                | |
| 1. Krzywołęcz         | 1. Chrusty 2. Gęstwina 3. Góra | 1. Chrusty – pole 2. Gęstwina – pole 3. Góra – pole 4. Grzybowski Las – las 5. Moczydło – pole 6. Nad Rzekami – pole 7. Ogrody – pole, łąka 8. Przymiarki – pole |

## Historia
W latach 70. XVI wieku należała do powiatu wiślickiego województwa sandomierskiego i była własnością kasztelana żarnowskiego Jana Sienieńskiego. W wieku XIX leżała w  powiecie stopnickim, w gminie Oględów. 
W 1827 r. było tu 14 domów i 76 mieszkańców.
Według spisu powszechnego z roku 1921 we wsi Krzywołęcz było 39 domów i 225 mieszkańców
W latach 1975–1998 miejscowość administracyjnie należała do województwa tarnobrzeskiego.
Wierni kościoła rzymskokatolickiego należą do parafii w Koniemłotach.